# PSR J0737-3039
PSR J0737-3039は、唯一知られているパルサー同士の連星である。

## 連星系
PSR J0737-3039は、自転周期23ミリ秒のPSR J0737-3039Aと、自転周期2.8秒のPSR J0737-3039Bで構成されているパルサー同士の連星系である。中性子星同士の連星は、片方がパルサーであるPSR B1913+16が知られているが、両方がパルサーであることが判明しているのはPSR J0737-3039が唯一である。また、地球からの距離はPSR B1913+16の10分の1である。
PSR J0737-3039は、互いに80万km離れている。質量はほぼ同じなので、共通重心を中心とする半径40万kmの円軌道を公転している事になる。これは地球の周りを公転する月に相当する軌道である。ただし、月が27日かけて公転するのに対し、PSR J0737-3039はわずか2.4時間で公転している。これはかに座HM星の5.3分、SDSS J065133.338+284423.37の12.75分、PSR J1719-1438の2.2時間に次ぐ短い公転周期である。

## 重力波
PSR J0737-3039は、公転周期が短く、天体が重い連星系のため、重力波の放出による軌道の減少が顕著である。PSR J0737-3039の軌道は、1日あたり7mm減少していると推定されている。パルサー同士の連星系は、重力波の検出を試みる実験では理想的な対象である。ただし、PSR J0737-3039の重力波による変動は、LIGOでも1アトメートル(10-18m)のオーダーである。
また、この減少速度から推定すると、PSR J0737-3039は、8500万年後には互いに衝突すると予想されている。このことは、以前考えられていたものより、中性子星同士の連星の衝突頻度が高いということを示している。これは重要で、中性子星同士の衝突が、金などの重元素を生み出しているという理論があるからである。中性子星同士の衝突は、宇宙最大の高エネルギー現象の1つであると推定されており、中心部の温度は1兆℃まで加熱されると推定されている。衝突後、大きな中性子星になるのか、それともブラックホールへと重力崩壊するのかは分かっていない。

## 食
PSR J0737-3039は、偶然にも地球から見て食を起こす。これは、パルサーの強い磁気圏に捕らわれたプラズマによって、パルスがさえぎられる事によって起こる。この食は30秒ほど継続する。ただし、Bは磁気が弱いため、Aの食は完全ではなく、パルスが少し漏れる事が分かっている。

## 発見
PSR J0737-3039は、2003年にオーストラリアのパークス天文台で発見された。当初はミリ秒パルサーとパルスを放出しない中性子星との連星であると考えられていたが、二度目の観測でパルサー同士の連星系であることがわかった。

## 似たような連星系
- PSR B1913+16：パルサーとパルスを放出しない中性子星の連星系。
- PSR B1620-26：パルサーと白色矮星の連星系。
- PSR J1719-1438：パルサーと恐らく白色矮星の残骸と推定されている太陽系外惑星の連星系。
- SDSS J065133.338+284423.37：白色矮星同士の連星系。重力波の存在が間接的に観測された。
- かに座HM星：白色矮星同士の連星系。強い重力波を放出していると推定されている。